# Leichtbeton
Leichtbeton ist ein Beton mit einer Trockenrohdichte (Raumgewicht) zwischen 800 und 2000 kg/m³. Die technische untere Grenze der Dichte von Leichtbeton liegt derzeit bei etwa 350 kg/m³.
Verantwortlich für die geringe Dichte ist die Beimischung von Gesteinskörnungen mit hoher Porosität bzw. geringer Dichte. Jedes Korn weist einen hohen Anteil von bis zu 85 Vol.-% feinster Luftporen auf. Diese Luftporen machen den Leichtbeton wärmedämmend (geringere Wärmeleitfähigkeit). Die am meisten verwendeten leichten Gesteinskörnungen sind Blähton, Blähglas (aus Altglas), Blähschiefer oder Bimsstein. Diese können auch untereinander gemischt werden.

## Einsatzbereich
- Gebäude: Wände, Keller, Decken und anderen Bauelemente
- Ermöglicht unterhalb schlankere lastabtragende Bauteile wegen des geringen Eigengewichts der Auflast aus Leichtbeton.
- Bauwerke: Brückenträger und Balken

## Verschiedene Leichtbetone
Es wird zwischen verschiedenen Leichtbetonen unterschieden:
- Gefügedichter Leichtbeton (LBG) mit Kornporosität (Konstruktionsleichtbeton)
- Haufwerksporiger Leichtbeton (LBH) mit dichter oder poröser Gesteinskörnung
- Porenbeton
- Schaumbeton (Porenleichtbeton)
- Infraleichtbeton[3]

Mauersteine aus Leichtbeton werden als Vollsteine (DIN V 18152-100), Vollblöcke (DIN V 18152-100) und Hohlblocksteine (DIN V 18151-100) gefertigt. Auch besondere Block- und Bauelemente (bewehrte und unbewehrte), mit gesonderten Zulassungsbescheiden werden hergestellt.